# Subfusells PPS
La PPS o Subfusell Sudayev (ППС - "Пистолет-пулемёт Судаева", "Pistolet-pulemyot Sudayeva", en rus) és una família de subfusells dissenyats i majoritàriament produïts a la Unió Soviètica, que disparen munició del calibre 7,62x25 Tokarev. Va ser dissenyada per Alexei Sudayev com una arma de defensa personal de baix cost, per a unitats de reconeixement, tripulació de vehicles i personal de suport. La PPS i les seves variants van ser molt utilitzades per l'Exèrcit Roig durant la Segona Guerra Mundial, i van ser adoptades posteriorment per les forces armades de gran quantitat de països que formaven el Pacte de Varsòvia, com els seus aliats asiàtics i africans.